# 上田藍
上田 藍（うえだ あい、1983年10月26日 - ）は、日本のトライアスロン選手。京都府京都市出身。 京都府立洛北高等学校卒業。稲毛インターナショナルトライアスロンクラブ所属。身長155cm、体重44kg。愛称は藍ちゃん。2016世界トライアスロンシリーズ年間総合3位。NTTジャパンランキング年間1位に9度輝くなど、長年に渡って日本トライアスロン界の第一人者として活躍している。

## 略歴
1983年、京都市生まれ。京都市立加茂川中学校では競泳選手として、京都府立洛北高校では陸上競技選手であったが、高校2年の冬にトライアスロンに転向した。山根英紀から指導を受けるため、千葉市稲毛区へ拠点を移した。
独特のストライド走法であるランを武器に頭角を現し、2006年、ドーハで行われたアジア大会で銀メダルを獲得。2008年アジア選手権で優勝したことにより、北京オリンピックに日本代表で出場し、17位となった。
2009年、トライアスロンワールドカップウアトゥルコ大会で初優勝（日本人女子選手としては2人目）。2012年ロンドンオリンピックでは39位に終わった。
2013年、カリワールドゲームズでデュアスロン（兼世界デュアスロン選手権）に出場し優勝。
2016年、リオデジャネイロオリンピックは前回と同じ39位に終わった。世界トライアスロンシリーズでは、横浜大会で3位、グランドファイナルコスメル大会で5位などの成績により、アジア選手としては初の年間総合銅メダルとなった。
2020年、翌年に行われた東京オリンピックの代表選考に漏れると、パリオリンピックは目指さない意向を示した。
2022年よりロングディスタンスに転向し、国内外の大会を転戦している。

## 戦績
- 2005年 ジャパンランキング女子1位
- 2006年 ITU世界トライアスロン選手権ローザンヌ大会 12位
- 2006年 ASTCアジアトライアスロン選手権大会優勝
- 2006年 第15回アジア競技大会（ドーハ）銀メダル
- 2007年 第13回日本トライアスロン選手権優勝
- 2008年 ASTCアジアトライアスロン選手権大会優勝
- 2008年 北京オリンピック 17位
- 2009年 ワールドカップ最終戦（メキシコ・ウアツルコ）優勝
- 2012年 ロンドンオリンピック 39位
- 2013年 ITU世界デュアスロン選手権（ワールドゲームズ）（コロンビア・カリ）優勝
- 2014年 第17回アジア競技大会（仁川）金メダル
- 2016年 世界トライアスロンシリーズ横浜大会 3位
- 2016年 リオデジャネイロオリンピック 39位
- 2016年 世界トライアスロンシリーズグランドファイナルコスメル大会 5位
  - 2016年 世界トライアスロンシリーズ年間総合 銅メダル

## 出演

### テレビ
- 情熱大陸（毎日放送 2006年4月13日）
- スポーツ大陸（NHK 2008年5月24日）
- 古田敦也のスポーツトライアングル（NHK-BS 2012年4月8日）
- サラメシ（NHK総合 2012年6月11日）
- めざせ!2020年のオリンピアン（NHK総合 2014年6月29日）
- 千鳥のスポーツ立志伝（NHK-BS 2021年6月16日）